# Gérson Caçapa
Gérson Caçapa, de son vrai nom Gérson Cândido de Paulo (né le 1er juin 1967 à São Paulo, Brésil), est un footballeur évoluant au milieu de terrain.